# Alex Yoong
Alexander Charles Loong Yoong - em chinês simplificado, 熊龙 e em chinês tradicional, 熊龍 (Kuala Lumpur, 20 de julho de 1976) é um automobilista malaio.
Filho de mãe inglesa e pai chinês de origem malaia, Yoong foi o único malaio a atuar na Fórmula 1, tendo pilotado na categoria entre 2001 e 2002, pela Minardi. Atualmente, ele está casado com Arriana Teoh e tem um filho, Alister, nascido em 2003.

## Início de carreira

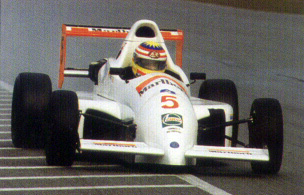
Carro de Fórmula Ásia 2000 pilotado por Alex Yoong no Circuito Internacional de Zhuhai.

Estreou no automobilismo aos 15 anos de idade (a idade mínima para um cidadão malaio pilotar profissionalmente era 17), depois de conseguir na Justiça uma permissão para um teste de admissão, onde foi aprovado - foi o mais jovem piloto a conseguir uma superlicença em seu país.
Após disputar provas de Turismo, Yoong foi disputar a Fórmula Ásia 2000 em 1994, e brigou pelo título no ano seguinte. Em 1996 foi para a Fórmula Renault, onde foi apenas um figurante na temporada, e disputou a Fórmula 3 Britânica por 2 temporadas. Com a crise econômica que atingiu o mercado financeiro em 1999, Yoong ficou sem patrocínio e competiu em apenas 5 provas da Fórmula 3 (chegou em segundo lugar na etapa de Brand Hatch) antes de migrar para a Fórmula 3000 Italiana, além de ter participado de 5 GP's da Fórmula 3000 Internacional, pela equipe Monaco Motorsport. Ele não se classificou para 3 provas e largou em 2, abandonando em ambas - em Spa-Francorchamps, bateu com violência na Eau Rouge e, apesar dos danos em seu capacete, o malaio escapou com uma ruptura no ligamento de seu joelho. Ele ainda competiu na Fórmula Nippon em 2000, não pontuando em nenhuma prova.

## Chegada à Fórmula 1
Em 2001, Yoong é contratado pela equipe Minardi, substituindo o brasileiro Tarso Marques. Além dos patrocinadores, levou ainda o apoio do governo malaio para a escuderia de Faenza, tornando-se o primeiro piloto de seu país na história da Fórmula 1 e o primeiro representante do Sudeste Asiático desde o tailandês Birabongse Bhanubandh, que correu entre 1950 e 1954.
Sua estreia foi no GP da Itália, onde abandonou, vítima de spun-off. Em Suzuka, ficou em 16º lugar.
Em 2002, Yoong ganhou um novo companheiro de equipe: o australiano Mark Webber, que pontuou logo na primeira corrida. A sorte quase brindou o malaio, que chegou a ficar em sexto, mas acabou sendo ultrapassado pelo finlandês Mika Salo e terminou em sétimo, melhor colocação dele na Fórmula 1. Depois foram altos e baixos até ele chegar a não disputar os GPs da Hungria e da Bélgica - em ambos, foi substituído pelo inglês Anthony Davidson, na época piloto de testes da BAR. O malaio não conseguiu superar a regra dos 107% nos GPs de San Marino, Grã-Bretanha e Alemanha, sendo, até 2011, o último piloto a não conseguir vaga em um Grande Prêmio.
Yoong retornaria à Fórmula 1 no GP da Itália, palco de sua estreia no ano anterior, e desta vez terminou em 13º. Nas etapas de Indianápolis e Suzuka, abandonou em decorrência de problemas de motor e spun-off, respectivamente. Em julho de 2002, o pai de Alex, Hanifah, admitiu que o filho "era um mau piloto".

### CART/Champ Car, parada na carreira e outras categorias

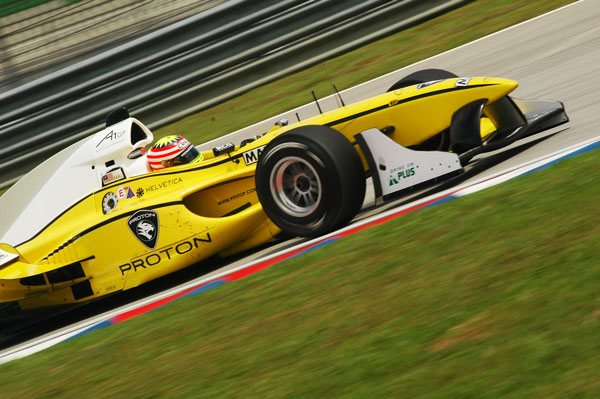
Carro do time malaio da A1GP, guiado por Yoong

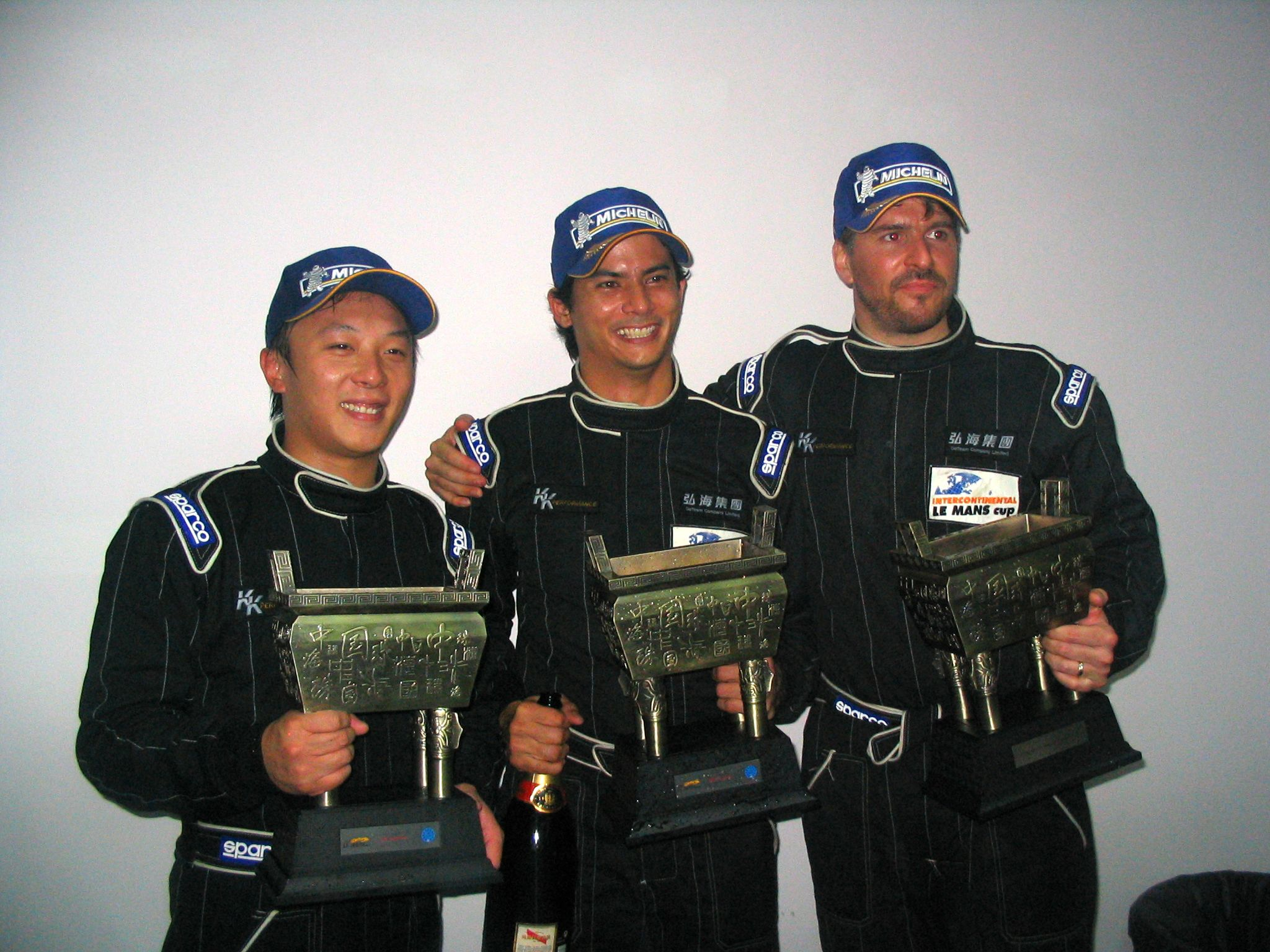
Alex Yoong (centro) rodeado por Marchy Lee e Matthew Marsh após o trio vencer na classe GTC dos 1000 Quilômetros de Zhuhai, em 2010.

Depois de deixar a F-1, Yoong decidiu tomar novos rumos em sua carreira. Na extinta CART, participou de 4 provas pela equipe Dale Coyne, não passando de um nono lugar no GP de Monterrey.
Em 2004, Alex chegou a anunciar que sua carreira de piloto havia terminado, mas voltou atrás e disputou a A1 Grand Prix entre 2006 e 2007. Ainda em 2004, correu três provas da V8 Supercars.
Desde 2005, Yoong passaria por A1 Grand Prix (chegou a vencer três corridas - a sprint race de Xangai e as duas baterias na República Tcheca), 24 Horas de Le Mans, GP2 Asia Series e Audi R8 LMS Cup, onde competiu até 2017.

## Curiosidades
- Além do automobilismo, Yoong é também praticante de esqui aquático, chegando a ganhar medalhas de ouro e prata nos Jogos do Sudeste Asiático de 2011.
- Em 1995, fez uma rápida participação no filme Thunderbolt - Ação Sobre Rodas, de Jackie Chan.